# シントロファス属
シントロファス属（シントロファスぞく、Syntrophus）はシントロファス科の基準属でグラム陰性嫌気性非運動性桿菌。分裂直後は極鞭毛を持つ。基準種はシントロファス・ブスウェリイ。名称は共に成長するというギリシア語に由来する。GC含量は57から61。
嫌気性消化汚泥から発見された。安息香酸を利用し、酢酸やギ酸、二酸化炭素および水素分子を生産する。みずから生産した水素により生育が阻害されるため、自然環境下では水素を消費する微生物と栄養共生の状態で存在する。